# ویلیام هولمز
ویلیام هولمز (انگلیسی: William Holmes؛ ۱۲ سپتامبر ۱۸۶۲ – ۲ ژوئیهٔ ۱۹۱۷) فرد نظامی اهل استرالیا بود.